# Aloysia Schreiber
Aloysia Schreiber OCist (* 15. Juli 1827 in Karlsruhe; † 5. April 1880 in Lichtental) war eine deutsche Zisterzienserin und von 1876 bis 1880 Äbtissin des Zisterzienser-Klosters Lichtenthal.

## Leben und Herkunft
Maria Aloysia Schreiber war die Tochter von Guido Schreiber der als Professor für Mathematik (darstellende Geometrie) am Karlsruher Polytechnikum tätig war. Ihr Großvater war der Schriftsteller, Lehrer und Professor der Ästhetik Aloys Schreiber aus Bühl. Am 2. Juli 1857 legte sie in Lichtenthal ihre Profess ab und wurde später Novizenmeisterin. Nachdem Vorgängeräbtissin Sophia Schell am 29. Dezember 1875 verstorben war, wurde sie nach erfolgter Wahl mit Stimmenmehrheit am 24. Februar 1876 zur 39. Äbtissin des Klosters Lichtenthal gewählt. Die Benediktion erfolgte durch den Freiburger Weihbischof Lothar von Kübel am 9. Mai 1876. Gegen Ende des Kulturkampfes half sie mit Umsichtigkeit ausgestattet, die Neugestaltung der Schulverhältnisse so zu ändern, das aus der Lichtenthaler Mädchenschule eine gemischte Volksschule werden konnte, womit der Fortbestand des Klosters gesichert wurde. Aloysia Schreibers Amtszeit als Äbtissin war aufgrund ihrer kränklichen Gesundheit nur von kurzer Dauer beschieden. Sie starb am 5. April 1880 nach nur 4 Jahren als Vorsteherin des Klosters Lichtenthal. Ihre letzte Ruhestätte fand sie in der Einsiedlerkapelle des Klausurgartens. Ihre Nachfolgerin im Amt als Äbtissin des Klosters Lichtenthal wurde die am 24. Mai 1880 gewählte Magdalena Kollefrath.